# Marmite
Marmite er et meget salt smørepålæg, som tilberedes af gærekstrakt, der er et biprodukt fra ølbrygning. Pålægget blev skabt i 1902 i England, hvor det stadig er blandt de mest populære pålægstyper, men andre steder er det et produkt, der især sælges i butikker, der specialiserer sig i engelske madvarer. Vegemite er et lignende australsk produkt.
Marmite spises i små mængder på et stykke toast med smør under. Det spises også i sandwiches, fx kan det tilsættes i et tyndt lag i agurke-sandwiches, oste-sandwiches eller som en oste-agurke-marmite-sandwich. Det spises i små mængder på grund af dets meget salte, bitre, umami og koncentrerede smag. Smør bruges ligeledes for at gøre smagen mere rund.
Den 25. maj 2011 skrev britiske medier, at Marmite på grund af tilsat B-vitamin ikke må sælges i Danmark. Dette er ikke helt korrekt – produktet skal godkendes, og importøren har ikke søgt en sådan godkendelse.
Tilladt at sælge igen i Danmark fra 15. september 2014 